# Civilization II
Civilization II, abrégé Civ II ou Civ 2, est un jeu 4X de stratégie au tour par tour qui retrace l'évolution de grandes civilisations humaines, du XLe siècle av. J.-C. jusqu'au XXIe siècle. Il fut développé et édité par MicroProse. L'auteur principal en est Brian Reynolds, et Douglas Caspian-Kaufman et Jeff Briggs (en) participèrent à sa réalisation. Civilization II représente le deuxième volet de la série Civilization, mais ni Sid Meier, créateur du premier Civilization, ni Bruce Shelley, collaborateur de Sid Meier, ne furent impliqués dans son développement.
La première version de Civilization II sort le 29 février 1996, mais uniquement en version anglaise et pour Windows. Suscitant l'intérêt de joueurs du monde entier, le jeu est traduit en plusieurs langues ; la version française est commercialisée en 1997. Civilization II est ensuite adapté à la PlayStation (édité par Activision) et au Mac (édité par MacPlay). Plusieurs extensions officielles et de nombreux correctifs enrichissent le jeu.
En 2002, Atari, devenu propriétaire de la franchise, effectue une importante remise à niveau du jeu visant principalement à en assurer une bonne compatibilité avec les systèmes d'exploitation édités entre-temps, notamment Windows Me et Windows XP.
Civilization II atteignit un niveau de popularité notable et reçut des critiques généralement positives. Il est régulièrement cité comme titre de référence dans le domaine des jeux 4X au tour par tour. La communauté de fans a développé de nombreux scénarios et utilitaires permettant d'étendre les possibilités du jeu. Outre ses suites commerciales, il influença le développement de jeux indépendants, tels que Freeciv et C-evo.

## Principes généraux

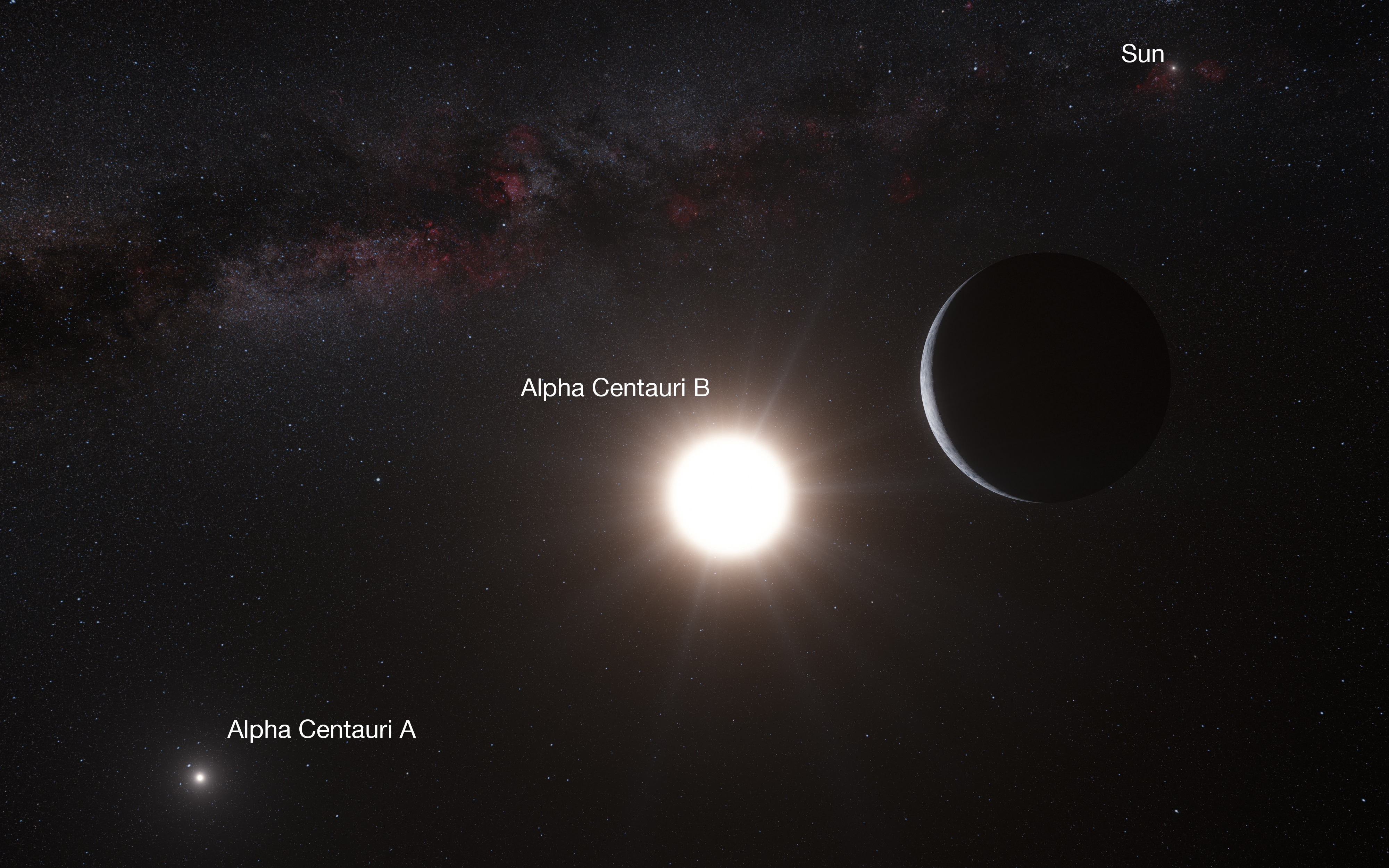
Rejoindre Alpha Centauri mène à la victoire.

Civilization II place le joueur à la tête d'une nation virtuelle en compétition avec un maximum de six autres civilisations. Chaque joueur doit faire prospérer son peuple sur les plans économiques, scientifiques, politiques, militaires et diplomatiques ; ses décisions influeront de façon déterminante sur le résultat de la partie, et le conduiront à l'échec (le joueur est éliminé ou abdique) ou vers la victoire. Pour suivre l'évolution de sa civilisation, le joueur dispose de conseillers (qui l'informent de l'état de ses villes, de sa situation militaire, de sa situation diplomatique, de la satisfaction de son peuple, et de ses performances commerciales et scientifiques), de rapports (qui l'informent des merveilles déjà construites, des cinq plus grandes villes du monde, du score de sa civilisation et de ses performances relatives comparées à celles des autres civilisations, de la carte du monde connu et, quand cela sera possible, de l'état d'avancement du vaisseau spatial) et d'une aide en ligne appelée « Civilopedia ».

### Conditions de victoire
La victoire survient soit en détruisant tous les empires concurrents, soit en envoyant une navette spatiale vers le système Alpha Centauri. Si aucun de ces objectifs n'est rempli avant la date butoir de fin de partie (dépendant du niveau de difficulté choisi), la civilisation comptabilisant le plus de points de victoire l'emporte. Le total des points de victoire d'une civilisation dépend :
- de sa population totale et du niveau de satisfaction de ses citoyens (+1 par citoyen satisfait, +2 par citoyen heureux) ;
- du nombre de Merveilles du monde qu'elle possède (+20 par merveille) ;
- du nombre de terrains pollués (-10 par terrain pollué) ;
- du nombre de tours sans conflit sur Terre (+3 par tour) ;
- du danger que représentent les barbares (de -50 à +50) ;
- du nombre de « technologies d'avenir »[6] (+5 par progrès acquis) ;
- et d'un bonus dépendant du type de victoire (et donc du nombre de colons envoyés sur Alpha Centauri ou de la rapidité de la conquête militaire).

La défaite survient lorsque :
- le joueur abdique ;
- le joueur perd toutes ses villes ;
- une civilisation concurrente atteint le système Alpha Centauri à l'aide d'une navette spatiale.

### Personnalisation du monde
Le jeu propose plusieurs options de personnalisation de la planète : taille du monde (petite, normale, grande, personnalisée), masse terrestre (petite, normale, grande), forme terrestre (archipels, normale, grands continents), température (froide, tempérée, chaude), le climat (aride, normal, humide), âge (3, 4, 5 milliards d'années). Le joueur choisit aussi le niveau d'activité barbare (villages seulement, troupes nomades, tribus agitées, hordes furieuses), le nombre total de civilisations (de 3 à 7, soit de 2 à 6 antagonistes), les règles de la partie (ex. : ne pas autoriser la victoire par course à l'espace), et les grands traits de sa civilisation (dirigeant masculin ou féminin, apparence globale des villes). Enfin, un éditeur permet au joueur de créer ses propres cartes du monde.

## Système de jeu

### Civilisations
Dans une partie typique, le joueur incarne un dirigeant célèbre, homme ou femme, de l'une des 21 civilisations qui lui sont proposées :
| Couleur | Civilisations (dirigeant homme, dirigeant femme)            | Civilisations (dirigeant homme, dirigeant femme)      | Civilisations (dirigeant homme, dirigeant femme)         |
| ------- | ----------------------------------------------------------- | ----------------------------------------------------- | -------------------------------------------------------- |
| Blanc   | Romains (César, Livia) Capitale: Rome                       | Russes (Lénine, Catherine la Grande) Capitale: Moscou | Celtes (Cunobelin, Boadicéa) Capitale: Cardiff           |
| Vert    | Babyloniens (Hammurabi, Ishtari) Capitale: Babylone         | Zoulous (Shaka, Shakala) Capitale: Zimbabwe           | Japonais (Tokugawa, Amaterasu) Capitale: Kyoto           |
| Bleu    | Allemands (Frédéric, Marie-Thérèse) Capitale: Berlin        | Français (Louis XIV, Jeanne d'Arc) Capitale: Paris    | Vikings (Canute, Gunhild) Capitale: Trondheim            |
| Jaune   | Égyptiens (Ramsès, Cléopâtre) Capitale: Thèbes              | Aztèques (Montezuma, Nazca) Capitale: Tenochtitlan    | Espagnols (Philippe II, Isabelle) Capitale: Madrid       |
| Cyan    | Américains (Abe Lincoln, E. Roosevelt) Capitale: Washington | Chinois (Mao Tsé Tung, Wu Zhao) Capitale: Pékin       | Perses (Xerxès, Shéhérazade) Capitale: Persépolis        |
| Orange  | Grecs (Alexandre, Hippolyte) Capitale: Athènes              | Anglais (Henri VIII, Élisabeth Ire) Capitale: Londres | Carthaginois (Hannibal, Dido) Capitale: Carthage         |
| Violet  | Indiens (Mohandas Gandhi, Indira Gandhi) Capitale: Delhi    | Mongols (Gengis Khan, Bortei) Capitale: Karakorum     | Sioux (Sitting Bull, Sacajawea) Capitale: Little Bighorn |

De plus, des tribus nomades apparaissent aléatoirement au cours de la partie ; ces barbares, représentés en rouge, tentent constamment de ralentir le développement des civilisations environnantes, que ce soit en éliminant leurs unités, en pillant leurs aménagements territoriaux, ou en capturant leurs villes. Les barbares sont contrôlés par l'ordinateur et disposent d'options de jeu limitées (ex. : impossibilité de construire des villes, impossibilité d'établir des relations diplomatiques). Le joueur peut régler le degré d'agressivité des barbares au démarrage de la partie, voire les désactiver.

### Formes de gouvernement
Les civilisations sont dirigées par un gouvernement qui a un impact direct sur divers facteurs, de l'étendue de la corruption jusqu'à la gestion de la diplomatie ; chaque régime politique est par conséquent adapté à un style de jeu spécifique ou à une situation particulière. À titre d'exemple, un gouvernement intégriste est propice à la guerre mais ralentit grandement la recherche scientifique, tandis qu'une démocratie favorise le commerce mais rend difficile la gestion d'une guerre (si le sénat ne s'y est pas déjà opposé).
Un joueur peut changer de gouvernement en provoquant une révolution. Après quelques tours d'anarchie, il peut alors reformer un gouvernement de son choix (en fonction des technologies que son empire maîtrise ; en effet, une forme de gouvernement ne devient disponible que lorsque la technologie correspondante est découverte ; seul le despotisme, qui constitue la forme de gouvernement initiale de chaque civilisation, est toujours disponible).
Certaines Merveilles du monde modifient les règles concernant les gouvernements. Par exemple, la statue de la Liberté permet au joueur qui la contrôle de former un gouvernement de n'importe quel type, à n'importe quel moment, sans avoir découvert la technologie correspondante, et sans période d'anarchie transitoire.
En tout, le jeu supporte sept formes de gouvernement : anarchie, despotisme, monarchie, communisme, intégrisme, république, démocratie.

### Villes et améliorations urbaines
Les villes peuvent être améliorées à l'aide de divers bâtiments, qui deviennent accessibles au fur et à mesure des progrès techniques. Chaque amélioration apporte son lot d'avantages et, parfois, d'inconvénients : par ex., une centrale nucléaire augmente la productivité de la ville mais l'expose à un risque d'accident nucléaire. De plus, certaines améliorations ne peuvent être construites que si un autre bâtiment est préalablement construit : par exemple, une banque ne peut être construite que si la ville dispose déjà d'un marché. Il est impossible de construire plusieurs fois le même bâtiment dans une même ville.
La plupart des bâtiments imposent un coût d'entretien, automatiquement acquitté en début de tour ; si un joueur ne peut pas payer cet entretien, un ou plusieurs bâtiments sont vendus aléatoirement dans les villes qu'il contrôle. Le joueur peut aussi décider de vendre ses bâtiments dans la limite d'un seul par tour et par ville. Des sabotages ennemis peuvent détruire les bâtiments. Un adversaire qui capture une ville s'empare des améliorations qui s'y trouvent, même s'il arrive que certaines d'entre elles soient détruites durant l'attaque.
Certaines Merveilles du monde modifient les règles concernant les améliorations de la ville. Quelques-unes remplacent automatiquement un bâtiment particulier dans chaque ville de la civilisation bénéficiaire. Par exemple, la Chapelle de Michel-Ange accorde gratuitement les effets d'une cathédrale dans chaque ville contrôlée, et la Société commerciale d'Adam Smith permet de réduire les coûts d'entretien de certaines améliorations.
Le palais, qui détermine la capitale de chaque joueur, est soumis à des règles particulières. Il est automatiquement construit dans la première ville fondée par chaque civilisation et ne peut être vendu. Étant donné que l'emplacement de sa capitale a un impact sur le taux de corruption éprouvé par le joueur, il lui est possible de construire un palais dans une autre ville : sa capitale y est aussitôt déplacée (l'ancien palais disparaît alors). Le palais d'un joueur est automatiquement détruit quand sa capitale vient à être envahie ; dans ce cas, le joueur peut reconstruire un palais dans une autre ville afin d'y établir sa nouvelle capitale.
Lorsque leurs villes atteignent un certain niveau de développement, les joueurs doivent faire face à des problèmes de pollution, qui apparaît autour des cités en fonction de leur population ou de leur productivité, ou en cas d'accident nucléaire, ou près de l'impact d'un missile nucléaire. La pollution réduit le rendement du terrain affecté ; elle peut cependant être nettoyée à l'aide de colons ou d'ingénieurs. Lorsque le taux global de pollution est trop important, il arrive qu'on assiste à un réchauffement climatique et à la fonte des calottes glaciaires, redessinant drastiquement la carte.

### Merveilles du monde
Les Merveilles du monde peuvent être considérées comme des « super-améliorations » de la ville : elles doivent être bâties dans les villes et leur construction requiert la maîtrise d'une technologie préalable ; mais elles accordent des bonus plus importants que les améliorations traditionnelles et leurs effets se propagent souvent dans tout l'empire, voire dans le monde entier. Leur coût de construction est donc significativement plus élevé que celui des autres bâtiments ; par contre, une merveille ne nécessite aucun entretien financier.
Une merveille est unique et ne peut être construite que dans une seule ville sur la planète. Une merveille ne disparaît que si la ville qui l'héberge est rasée ; dans ce cas, elle est irrémédiablement perdue : ses effets disparaissent définitivement et plus aucun joueur ne peut la reconstruire. Certaines merveilles peuvent devenir obsolètes après certaines découvertes technologiques ; dans ce cas, la merveille subsiste, mais ses effets sont annulés.
La merveille Programme Apollo déclenche la course spatiale pour toutes les civilisations ; chaque joueur peut dès lors construire son vaisseau spatial avec trois types d'éléments (structure, composants et modules). Le nombre d'éléments ajoutés au vaisseau détermine la date d'arrivée estimée ; la civilisation qui atteint Alpha du Centaure remporte le jeu.

### Recherche et technologies

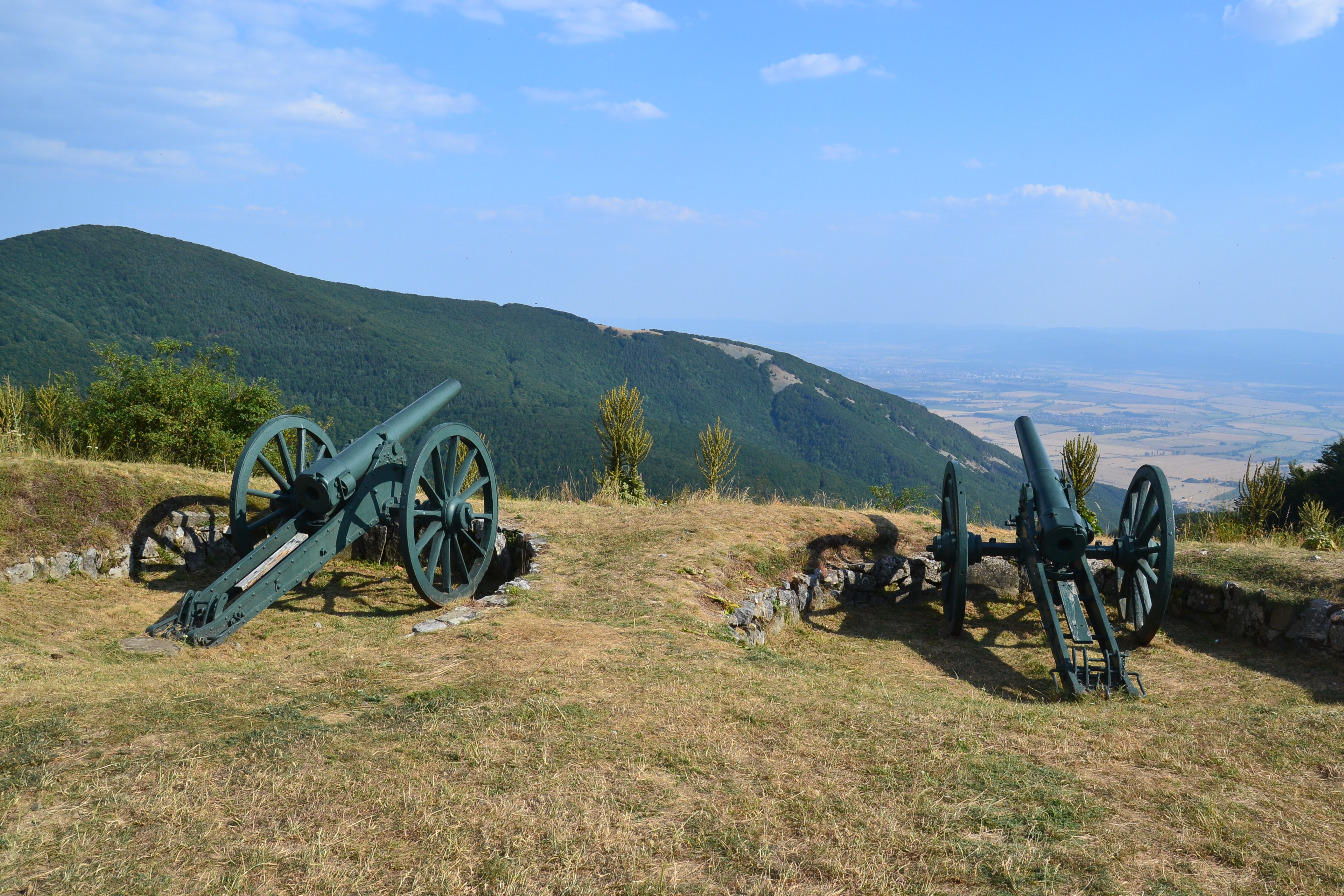
La recherche sera primordiale pour concevoir de nouvelles armes et tenter de remporter une victoire militaire.

Les technologies représentent le degré d'avancement d'une civilisation. Chacune d'entre elles peut ouvrir la voie à de nouvelles améliorations de la ville ou du territoire, ou de nouvelles unités, ou de nouveaux régimes politiques. Ceci contribue souvent à accroître la puissance d'une civilisation.
La recherche scientifique est le moyen le plus usuel d'obtenir de nouvelles technologies : le joueur choisit la technologie qu'il veut développer (le choix proposé dépend des technologies qu'il maîtrise déjà) ; en fonction de son revenu commercial et du montant des impôts, chacune des villes rapporte des points de recherche, qui sont additionnés et accumulés tour après tour ; lorsqu'un certain seuil est atteint, la technologie recherchée est découverte. Le joueur peut alors décider d'une nouvelle technologie à rechercher et le processus recommence, tandis que le seuil à atteindre est rehaussé. Il suit pour cela un arbre des technologies : chaque technologie nécessite la maîtrise d'un maximum de deux autres technologies plus primitives ; ainsi, la recherche du vol ne peut commencer qu'après avoir découvert la combustion et la théorie de la gravité.
D'autres moyens permettent également d'acquérir de nouvelles technologies :
- la conquête : un joueur qui s'empare d'une ville appartenant à un ennemi plus avancé technologiquement peut aussi apprendre immédiatement une des technologies connues par son adversaire (cette option peut être désactivée dans les scénarios) ;
- la diplomatie : deux joueurs peuvent échanger des technologies, soit contre d'autres technologies, soit contre d'autres biens (argent) ; des technologies peuvent aussi être données en gage d'amitié ou de tribut ; et les diplomates ou les espions peuvent voler des technologies dans les villes des autres joueurs ;
- l'exploration : le joueur découvre parfois des huttes qui contiennent une ancienne sagesse, ce qui permet la découverte immédiate d'une nouvelle technologie (choisie aléatoirement, en fonction de l'époque : le jeu s'assure tout de même qu'il soit impossible d'obtenir la fission nucléaire à l'Âge de la pierre) ;
- l'avance technologique : certaines technologies accordent de nouvelles technologies ; ainsi, le premier joueur à découvrir la philosophie obtient automatiquement une nouvelle technologie ;
- les Merveilles du monde : certaines merveilles accordent de nouvelles technologies ; par exemple, construire le Voyage de Darwin fait aboutir instantanément la recherche en cours et accorde gratuitement une autre technologie.

Une découverte scientifique peut rendre obsolètes certaines unités, certains bâtiments dans les villes, ou certaines merveilles : dans ce cas, le joueur ne pourra plus produire d'unités obsolètes, les améliorations existantes mais dépassées seront vendues immédiatement, et la merveille ne procurera plus de bonus.

### Unités
La plupart des unités ont une vocation militaire. Leur puissance est mesurée par une force d'attaque, une force de défense, un nombre de points de mouvement, un nombre de points de tir (nombre de dégâts que peut encaisser l'unité), et une puissance de tir. Les unités militaires se répartissent en trois catégories : les unités terrestres ne se déplacent que sur la terre ferme, et la topographie du terrain influe directement sur leur taux de déplacement et leur potentiel défensif ; les unités navales naviguent sur les mers et les océans, mais pas les fleuves ; enfin, les unités aériennes, disponibles en fin de partie, peuvent survoler n'importe quelle case de la carte, mais dépendent généralement de la proximité d'une ville alliée, d'une base aérienne ou d'un porte-avion. Les unités militaires peuvent accéder au statut de « vétéran », ce qui améliore de 50 % leur force d'attaque et leur force de défense.
Les autres unités non-combattantes sont les colons et les ingénieurs, qui permettent de construire de nouvelles villes ou de nouveaux aménagements du territoire, les caravanes et les camions de fret, qui permettent de faire du commerce entre les villes, et les diplomates et les espions, qui réalisent des missions diplomatiques ou d'espionnage. Ces unités civiles ne peuvent pas engager un combat (leur taux d'attaque est égal à zéro), mais peuvent tout de même être attaquées par les unités militaires ennemies.

### Aménagement du territoire

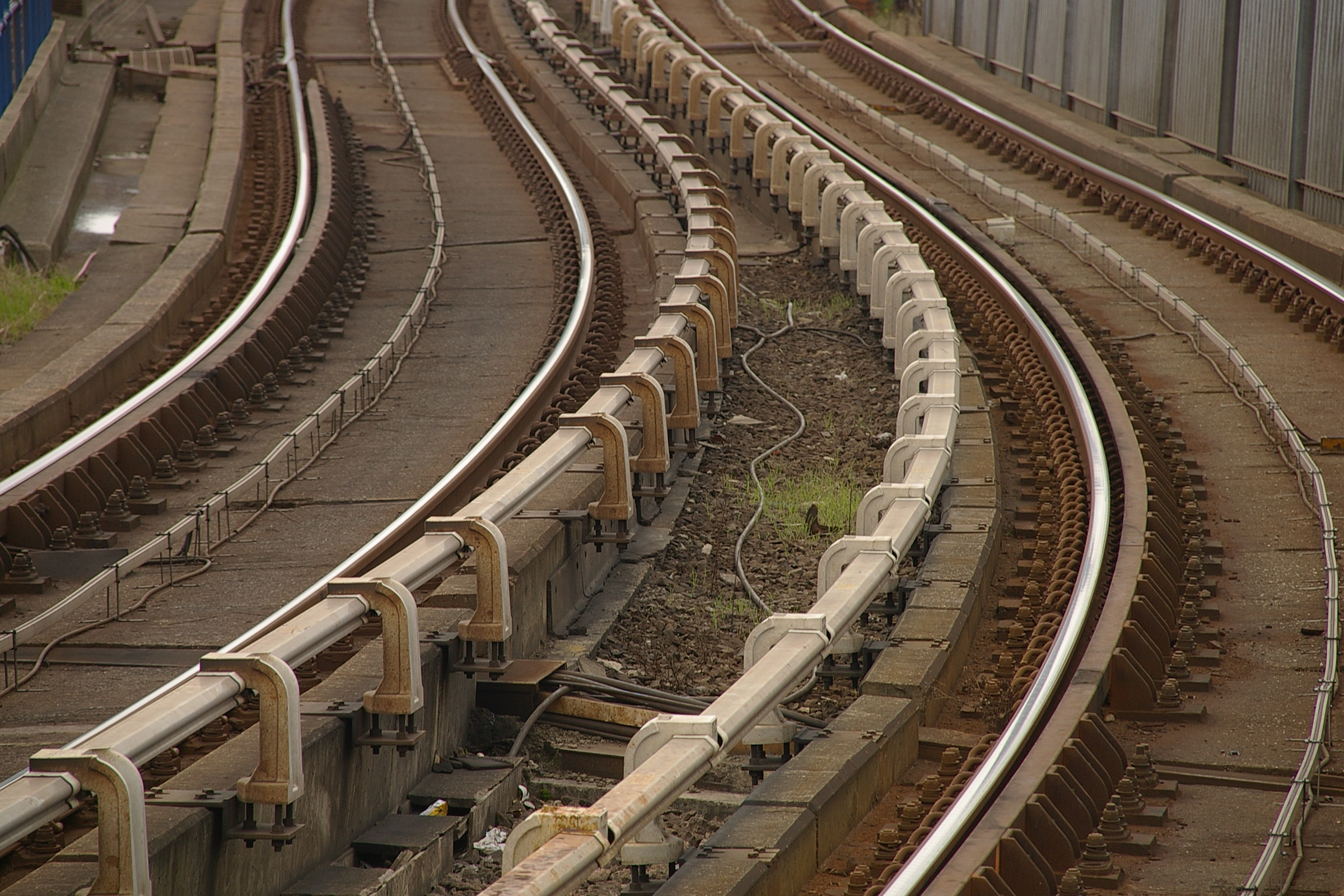
Les voies ferrées améliorent les rendements et favorisent le mouvement des unités.

Le territoire peut être aménagé à l'aide de colons ou d'ingénieurs, mais chaque amélioration peut être détruite à l'aide de n'importe quelle unité militaire (il s'agit de piller les aménagements comme le font les barbares). Certains aménagements permettent d'améliorer le rendement agricole ou industriel du terrain et des villes avoisinantes ; d'autres aménagements, comme la forteresse (qui accorde un bonus de défense aux unités qui y sont stationnées), ont un intérêt plus stratégique. D'autres encore combinent les deux effets : c'est par exemple le cas des routes, qui permettent aux unités de se déplacer plus vite et augmentent le revenu commercial des villes proches.
Souvent, les aménagements (et les bénéfices qu'ils apportent) peuvent être combinés sur une même case. Excepté pour les mines, les routes et les irrigations, la construction d'aménagements requiert la maîtrise des technologies associées. Les aménagements les plus avancés nécessitent la construction préalable d'un aménagement plus basique : une ligne de chemin de fer ne peut être tracée sans route préalable.
Le jeu implémente sept types d'aménagements : mine, irrigation, terre cultivable, route, chemin de fer, forteresse, base aérienne

## Nouveautés par rapport àCivilization
Civilization II améliore plusieurs concepts du premier volet :
- les unités disposent désormais de plusieurs points de vie et d'une puissance de feu (ainsi, un guerrier aura du mal à détruire un char d'assaut) ;
- les unités ont été rééquilibrées ;
- un mode automatique facilite la gestion des colons et des ingénieurs ;
- l'aspect diplomatique du jeu a été élargi ; les diplomates effectuent désormais des « missions » (contamination des réseaux d'eau potable, implantation d'un dispositif nucléaire militaire, établissement d'ambassades, corruption d'unités, sabotage) ;
- le nombre de civilisations, de technologies et de ressources naturelles a été accru.

L'interface a été retravaillée, avec des fenêtres et un mode graphique amélioré (le terrain est présenté en perspective isométrique).

## Extensions &remakes
Quatre extensions officielles et remakes ont été commercialisés pour Civilization II.

### Conflicts in Civilization
L'extension Conflicts in Civilization propose de nouveaux scénarios.
- Créés par MicroProse
  - After the Apocalypse
  - The Age of Discovery
  - The Age of Napoleon
  - Alexander the Great
  - The Alien Invasion
  - American Civil War
  - The Crusades
  - The Great War
  - Jihad, the Rise of Islam
  - The Mongol Horde
  - The American Revolution
  - World War 79
- Créés par des fans
  - ATOLON
  - Zeus
  - The Conquest of Britain
  - Cross and Crescent
  - The Fall of Great Kesh
  - East Wind, Rain
  - Gulf War
  - Settle California

### Fantastic Worlds
L'extension Fantastic Worlds ajoute de nombreuses possibilités techniques à l'éditeur de scénario, ce qui a permis d'élargir l'expérience de jeu au-delà du jeu classique. Il était désormais plus facile d'incorporer des graphiques, des événements et des objectifs personnalisés.
Cette extension propose aussi de nouveaux scénarios.
- Créés par MicroProse
  - L'Âge des reptiles
  - Atlantide
  - Planète des glaces
  - Mars aujourd'hui !
  - Maître de la Magie, Jr.
  - Maître d'Orion, Jr.
  - L'Histoire mythique de Midgard
  - Le Nouveau Monde
  - Samurai
  - Le monde de Jules Verne
  - X-COM : Assaut
- Créés par des fans
  - La Guerre des sexes
  - Jeux d'ours
  - La Vie !
  - Hidden
  - Mammoth
  - Paradis
  - Le Père Noël est de retour
  - États-Unis 2010

### Multiplayer Gold Edition
En 1997, le jeu s'est enrichi d'un volet multijoueur avec la version Multiplayer Gold Edition, qui permet de jouer par courriel, en mode hotseat, ou en réseau IPX/SPX ou TCP/IP ainsi que par Internet.
Cette version permet également certaines libertés vis-à-vis du jeu classique, comme les options « Doubler la productivité des cases » ou « Doubler les coefficients de mouvement ». Enfin, la version Multiplayer Gold Edition introduit aussi une intelligence artificielle plus évoluée se caractérisant notamment par une plus grande agressivité de la part des civilisations contrôlées par l'ordinateur.

### Test of Time
En 1999, Civilization II a été remanié dans une version plus esthétique : Civilization II: Test of Time, du même éditeur, en collaboration avec Hasbro Interactive. Tout en reprenant les grandes lignes de la version de base, deux interfaces de jeu et de ville sont désormais disponibles ; les unités et les ressources spéciales (fer, blé, etc.) sont animées ; mais certaines facettes de la version de base ont disparu : la salle du trône, les animations des merveilles et le conseil des ministres. Une nouvelle trame sonore a également été développée.

## «Mods»
La durée de vie de Civilization II a été particulièrement longue en grande partie grâce à la possibilité qu'il offre au joueur de personnaliser certains aspects du jeu.
Certains fichiers décrivent les noms ou les apparences des civilisations, des technologies, des unités militaires, des améliorations des villes, ou des Merveilles du monde. Ces fichiers peuvent être modifiés pour changer le contexte dans lequel se dérouleront les parties. L'ensemble de ces modifications, couramment appelées mods, permettent notamment de concevoir des scénarios historiques ou fictifs. Le jeu peut ainsi être limité à la seule période du Moyen Âge et doté d'un gameplay approprié (ex. : le trébuchet pourrait remplacer l'obusier).

## Accueil
| Civilization II       |      |       |
| Média                 | Pays | Notes |
| Computer Gaming World | US   | 5/5   |
| GameSpot              | US   | 92 %  |
| Gen4                  | FR   | 5/6   |
| Joystick              | FR   | 79 %  |
| Compilations de notes |      |       |
| Metacritic            | US   | 96 %  |

Civilization II a connu un réel succès.
Le 12 mars 1997, dans un article publié par le New York Times, l'auteur Heather Chaplin rapporte qu'Henry Lowood et les quatre membres de son comité, Steve Meretzky, Christopher Grant, Warren Spector et Matteo Bittanti, incluent Civilization I et Civilization II parmi les 10 jeux les plus importants de tous les temps.
En mai de la même année, le jeu reçoit le titre de Jeu de Stratégie de l'Année par le magazine mensuel américain Computer Gaming World.
En 2003, IGN classe Civilization II en 15e position dans sa liste des 100 Meilleurs Jeux de Tous les Temps et en 2007 — soit plus de dix ans après la sortie de la version initiale — le jeu se classe en 3e position dans sa liste des 100 Meilleurs Jeux en 2007, après avoir été classé en .
Le 12 juin 2012, Civilization II figure à la 62e place dans le classement des 100 Meilleurs Jeux Vidéo de Tous les Temps réalisé par la chaîne de télévision américaine G4 et le portail web polonais Wirtualna Polska le classe quant à lui en tant que jeu le plus addictif « qui a volé notre enfance ».
Près de vingt ans après la sortie de la version initiale, le jeu reste noté favorablement par Metacritic : 94/100 et se place en 12e position dans la liste des 46 meilleurs jeux 4X maintenue par Ranker.
Sa longévité est due en particulier au nombre de « mods » et de scénarios proposés par les fans.

## Jeux associés
Le jeu a inspiré un certain nombre d'autres titres, comme Civilization: Call to Power d'Activision ou d'autres jeux de Firaxis Games : Sid Meier's Alpha Centauri, Civilization III, Civilization IV et Civilization V.
La communauté du logiciel libre a développé une version gratuite multiplateforme appelée Freeciv qui permet de jouer indifféremment selon les règles de Civilization ou de Civilization II.

## Distribution
- Conseiller militaire : Brad Howard
- Conseiller scientifique : Thomas Seibert
- Conseiller commercial : Spencer Humm
- Conseillère pour les affaires étrangères : April Cantor
- Conseiller en satisfaction : Frank Wagner